# 圣克里斯托瓦尔矿
圣克里斯托瓦尔矿（西班牙語：Minera San Cristóbal）是位于玻利维亚波托西省利佩斯的一个露天银、铅和锌矿，它靠近波托西省圣克里斯托瓦尔镇。该矿由住友商事经营。它是玻利维亚最大的礦場之一。